# Tentyria discicollis
Tentyria discicollis es una especie de escarabajo del género Tentyria, tribu Tentyriini, familia Tenebrionidae. Fue descrita científicamente por Reiche y Saulcy en 1857.

## Descripción
Especie relativamente pequeña de 0,2 gramos de peso.

## Distribución y hábitat
Se distribuye por la península del Sinaí, en Egipto, Siria e Israel. También es conocida en la región del mar Muerto y habita comúnmente en lugares pedregosos y secos.